# Fissidens enervis
Fissidens enervis là một loài Rêu trong họ Fissidentaceae. Loài này được Sim mô tả khoa học đầu tiên năm 1926.